# Leven op Mars

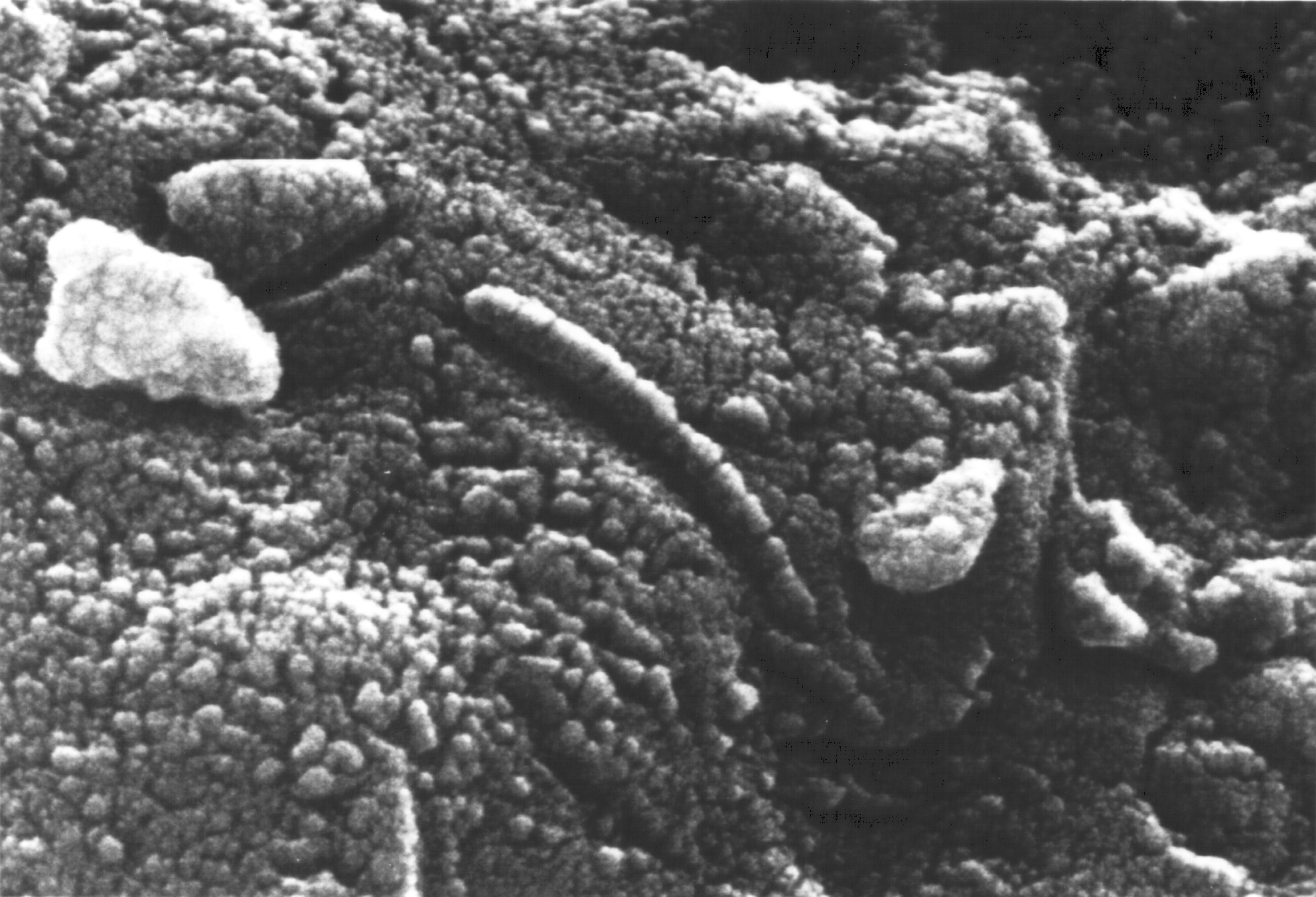
Foto van vermeend bacterieel leven binnen in een marsmeteoriet ALH84001 gevonden in Antarctica.

Wetenschappers discussiëren sinds de 19e eeuw en begin 20e eeuw over de mogelijkheid van leven op Mars, geïnspireerd op de nabijheid en de gelijkenis van die planeet aan de Aarde. Het blijft tot op heden een onbeantwoorde vraag of er op dit moment leven op Mars bestaat of in het verleden bestaan heeft.

## Geschiedenis van het debat
Van alle planeten van het zonnestelsel was Mars de eerste planeet na de Aarde waarvan met zekerheid werd vastgesteld dat deze een vast oppervlak had. Ook de fysieke eigenschappen werden nauwkeurig bepaald.
De duidelijkste kenmerken op het oppervlak, de polaire ijskappen, werden waargenomen halverwege de zeventiende eeuw. Tegen het einde van de 18e eeuw werd door William Herschel voor het eerst bewezen dat in de zomer en de winter deze ijskappen afwisselend groeiden en krompen. Halverwege de negentiende eeuw wisten astronomen dat Mars bepaalde gelijkenissen met de Aarde had. Zij wisten dat een dag op Mars bijna even lang duurt als een dag op Aarde, en zij wisten ook dat de hellingshoek van de as ongeveer gelijk is aan de stand op Aarde. Dit betekent dat er op Mars ook seizoenen zijn, al duren deze bijna twee keer zo lang als op Aarde ten gevolge van een veel langer jaar. Deze feiten gaven de impuls aan het idee van Mars als "Aarde op kleinere schaal". Het was daarom natuurlijk om te veronderstellen dat er leven mogelijk zou moeten zijn, en dat we ooit bewijsmateriaal van dat feit zouden moeten verkrijgen.
De speculatie over leven op Mars laaide op aan het eind van de 19e eeuw, na de telescopische observatie van kanalen, waarvan later bleek dat het optische illusies waren geweest. In 1854 theoretiseerde William Whewell, een staflid van de Universiteit van Cambridge, dat Mars zeeën, land en misschien levensvormen bevatte. In 1895 publiceerde de Amerikaanse astronoom Percival Lowell zijn boek Mars, dat door Mars en zijn Kanalen in 1906 werd gevolgd. Daar werd in gesteld dat de geobserveerde kanalen het werk van een oude beschaving waren geweest. Dit idee bracht de Britse schrijver H.G. Wells ertoe om in 1897 te schrijven over een invasie door buitenaardse wezens van Mars op Aarde.
Betere telescoopbeelden en vooral de foto's die in 1965 door de Mariner 4-sonde werden opgenomen toonden Mars als dorre woestenij zonder rivieren, oceanen en zichtbare planten. De intense ultraviolette straling maakte de planeet uiterst ongeschikt voor leven, in ieder geval voor leven zoals we dat op Aarde kennen. De kanalen die vroegere waarnemers hadden gemeend te zien bleken nooit te hebben bestaan.

## Moderne bevindingen
De laatste jaren is de speculatie opnieuw toegenomen, vooral dankzij het lopende onderzoek naar levensvormen die onder zeer moeilijke omstandigheden kunnen overleven. In juni 2000 is er een aanwijzing voor het bestaan van ondergronds water op Mars ontdekt in de vorm van rivierachtige geulen. Het diepe grondwater dicht bij de vloeibare kern zou een huidige leefomgeving voor het leven kunnen vormen.
De recentste onderzoeken van NASA hebben zich op de vraag geconcentreerd of er op Mars in het verleden meren of oceanen zijn geweest, bestaande uit vloeibaar water. Vele wetenschappers hebben lang gedacht dat dit vrijwel zeker het geval moet zijn geweest, gebaseerd op diverse geologische landvormen op de planeet. Anderen hebben alternatieve verklaringen voorgesteld voor dit fenomeen, zoals winderosie, koolstofdioxideoceanen, enz.
In maart 2004 kondigde NASA aan dat zijn ruimtevoertuig Opportunity bewijsmateriaal had ontdekt dat Mars, in een ver verleden, een natte planeet was geweest. Dit heeft sommige wetenschappers hoop gegeven dat bewijsmateriaal voor vroeger leven op de planeet gevonden zou kunnen worden. Later die maand toonde de Europese Ruimtevaartorganisatie (ESA)-sonde Mars Express de aanwezigheid van methaan in de atmosfeer aan. Aangezien methaan in de atmosfeer niet meer dan een paar honderd jaar kan blijven voortbestaan, zijn er theorieën geopperd dat Mars in genoemde periode vulkanisch actief is geweest, of dat een of ander soort buitenaards wezen gelijkend op aards leven koolstofdioxide metaboliseert en waterstof produceert.
Op 6 december 2006 kondigde NASA aan dat er stromend water op Mars gevonden was: de Mars Global Surveyor nam in een periode van enkele jaren twee foto's van dezelfde plek. Hierop was duidelijk een geul te zien waardoor water stroomde. Het is echter niet zeker of deze geulen door water gevormd werden. Lavastromen of droogijs kunnen ook oorzaken zijn geweest.
Vanwege de schadelijke kosmische straling zou eventueel leven de meeste kans hebben diep onder het oppervlak.
Op 1 augustus 2008 bevestigde NASA dat in een monster van de Marsbodem water is geïdentificeerd, en er dus water op Mars aanwezig is.